# Світлана Броз
Світлана Броз (серб. Светлана Броз / Svetlana Broz; 7 липня 1955, Белград — 22 березня 2025, там само) — югославська і боснійська письменниця, лікар-кардіолог та філантроп. Онука Йосипа Броза Тіто.

## Життєпис
Молодша дочка Жарко Леона Броза і Злати Єлінек-Броз. З 1970 по 1975 роки працювала вільним журналістом у різних газетах і журналах Югославії. Закінчила у 1980 році медичний факультет Белградського університету, працювала у 1981—1989 роках у Військово-медичною академією. Під час Боснійської війни працювала лікарем-кардіологом в гарячих точках, рятуючи життя постраждалих цивільних. У січні 1993 року почала писати спогади про війну, що вийшли в 1999 році під назвою «Добрі люди злі часи» і потім були видані в США у 2003 році. З 2000 року проживає в Сараєво; згідно інтерв'ю в газеті Nezavisne novine, отримала боснійське громадянство в 2004 році.
Очолювала боснійське відділення благодійної організації GARIWO (англ.  Gardens of the Righteous Worldwide — Сади Праведників світу), також керувала семінарами «Education Towards Civil Courage», на яких охочі навчаються тому, як вистояти в дні соціальних і політичних потрясінь, боротися проти корупції і дискримінації. Також читала лекції в Гарвардському університеті і в Сорбонні. Дала більше 2 тисяч інтерв'ю. Є антивоєнною активісткою.
У 2011 році Світлана Броз була нагороджена французьким орденом «За заслуги» за указом президента Ніколя Саркозі. Є також почесною громадянкою міста Тузла, де народилася її мати Злата Єлінек. У 2007 році італійсько-швейцарський освітній центр Ріміні нагородив її освітньою премією Маргарити Дзобели.